# The Real Miyagi
The Real Miyagi es un documental estadounidense de acción y biografía de 2015, dirigido y escrito por Kayvon Derak Shanian, que a su vez se encargó de la fotografía, musicalizado por Cyril Baranov, Scott Moreno, Karin Okada y George Shaw, los protagonistas son John G. Avildsen, Billy Blanks y Fumio Demura, entre otros. Esta obra fue realizada por Love Project Films y se estrenó el 20 de febrero de 2015.

## Sinopsis
Una recorrida por la vida del maestro de kárate Fumio Demura, se da a conocer cómo difundió ese arte marcial en occidente, sumando muchos adeptos e influenciando a Hollywood.